# خوزه ماریا کالوو
خوزه ماریا کالوو (انگلیسی: José María Calvo؛ زادهٔ ۱۵ ژوئیهٔ ۱۹۸۱) بازیکن فوتبال اهل آرژانتین است.
از باشگاه‌هایی که در آن بازی کرده‌است می‌توان به باشگاه خیمناستیک تاراگونا، باشگاه فوتبال بوکا جونیورز، و باشگاه فوتبال رکریتیوو اوئلوا اشاره کرد.